# 波加尔区
波加尔区（俄语：Погарский район）是俄罗斯联邦布良斯克州下辖的一个区，其行政中心为波加尔。据2016年统计，该区的人口为25174人。